# Горбачёв, Валерий Юрьевич
Вале́рий Ю́рьевич Горбачёв (род. 5 июня 1961, Воркута) — русский поэт, композитор и автор-исполнитель, лауреат музыкальных конкурсов и фестивалей.

## Биография
Валерий Горбачёв родился в 1961 году в Воркуте. В 1978 г. поступает в Высшее военное училище СВВИУС. В конце 1979 г. в составе ограниченного контингента воинов-интернационалистов отправлен в ДРА. В 1987 г. окончил Государственный политехнический университет. В 1989 г. становится солистом Грозненской государственной филармонии. На сольных концертах исполняет авторские песни социальной, лирической, шуточной и военной тематики. Много гастролирует по стране, участвует в фестивалях военной песни.
В 1991 г. в Москве создает рок-группу Кузнецкий Мост (КуМ), в которую вошли музыканты из групп Цветы, Домино, Москва, Лига Блюза. В 1994 г.записывает альбом «Дорога в ночи».
В 1997 г. вместе с музыкальным руководителем театра Ленком Сергеем Рудницким (аранжировки)и гитаристом группы «Аракс» Тимуром Мардалейшвили начинает работу над авторским альбомом «Последний из Могикан». Позднее к этой работе присоединяется звукорежиссёр Юрий Богданов (перезапись, сведение, мастеринг).
В 2004—2005 г.г. выпускает на «Мистерии звука» и «Гранд-рекордз» три авторских альбома — «Ветеран», «Казачий», «Московский», записанных с использованием индивидуального гитарного строя.
В 2006 г. возвращается к концертной деятельности и выступает с новыми концертными программами. В 2010 г. в концерте к 65-летию Победы (Лубянская площадь) перед Минутой Молчания состоялась премьера песни «Неизвестный Солдат».
С 2012 г. выкладывает песни на авторском канале YouTube.

## Дискография

### Авторские альбомы
- «Последний из Могикан» — 2000 год.
- «Ветеран» (рекордс-компания «Гранд Рекордз») — 2004 год.
- «Казачий» (рекордс-компания «Мистерия звука») — 2005 год.
- «Московский» (рекордс-компания «Гранд Рекордз») — 2005 год.

### В составе рок-групп
- С рок-группой «Кузнецкий мост» — альбом «Дорога в ночи» (вышел самиздатом).

### В составе сборников
- Двойной диск-гигант «Афганское эхо» (песня «До первого убитого») — 1992 год
- «Белый романс» вошёл в стихотворный сборник «Лучший романс XX века».
- В книге Вячеслава Огрызко «Песни афганского похода» одна их глав целиком посвящена военным песням Валерия Горбачёва.
- «АфганиЯ» — мультимедийная подборка(стихи, аудио и видео) в международном Альманахе поэзии «45 параллель» http://www.45parallel.net/valeriy_gorbachev/
- «Лермонтовский дуб» — подборка песен и стихов в международном Альманаххе поэзии «45 параллель» http://www.45parallel.net/valeriy_gorbachev/lermontovskiy_dub/